# Sara Blomkwist
Sara Blomkwist, tot 1942 Sara Bremer (Amsterdam, 19 april 1888 – West-Europa, 22 februari 1944) was een Nederlandse verpleegster en verzetsstrijdster tijdens de Tweede Wereldoorlog.

## Biografie
Blomkwist werd geboren op de kraamafdeling van het Binnengasthuis te Amsterdam als Sara Bremer. Ze was een buitenechtelijke dochter van Henriëtte Bremer (1865-1955) en Frederik Blomkwist (1866-1950).  Ze trouwde in 1920 te Woensel met Antonie Gerardus van Breemen. Het huwelijk werd in 1934 door echtscheiding beëindigd.

### Tweede Wereldoorlog
In 1942 werd ze door de niet-joodse Frederik Blomkwist erkend. Haar herzieningsverzoek om haar joodse status te wijzigen werd daarna door de Entscheidungsstelle onmiddellijk geaccepteerd.
Blomkwist deed als verpleegster verzetswerk. Ze werd opgepakt en zat vanaf 29 oktober 1943 gevangen in Kamp Vught. Ze kwam om op 22 februari 1944, waarschijnlijk in een Duits concentratiekamp. De precieze locatie is niet bekend.

## Eerbetoon
Haar naam staat vermeld op de Erelijst van Gevallenen 1940-1945.